# Вклонись до землі
«Вклонись до землі» (рос. Поклонись до земли) — український радянський художній фільм Леоніда Осики, знятий у 1985 році на кіностудії ім. О. Довженка за мотивами документального збірника Володимира Яковенка «Партизанки».
Фільм вийшов у прокат в УРСР в 1985 році з українським дубляжем від Кіностудії ім. О. Довженка.

## Сюжет
У головної героїні на війні загинув чоловік і троє дітей. Утративши всіх близьких, вона вирішила допомогти таким же жертвам кровопролиття. Усиновивши трьох сиріт, вона вирушає далеко від тих місць, які будять у її серці біль за втраченою родиною, і виховує своїх нових підопічних під уже мирним небом…

## У ролях
- Надія Маркіна — Марія (у молодості)
- Стефанія Станюта — Марія (у старості)
- Віктор Фокін — Ткачук Тимофій Іванович (молодий)
- Павло Кормунін — Ткачук Тимофій Іванович (дід)
- Ніна Тобілевич — Ніна
- Слава Князєв — Альоша
- Євген Пашин — Микола
- Олександр Мовчан — Матвій
- Лев Колесник — Командир загону
- Лесь Сердюк — Антип (поліцай)
- Микола Крюков — Ветеран
- Світлана Князєва — Співачка
- Володимир Андрєєв — Офіцер
- В епізодах: В. Авдієнко, Ірина Буніна, Неоніла Гнеповська, Н. Заболотна, О. Князєв, І. Кравченко, О. Лук'яненко, В. Макаров, І. Мельник, С. Москвін, Федір Панасенко, Г. Царьоа, Іра Кондратюк, Вадик Руденко

## Творча команда
- Режисер-постановник: Леонід Осика
- Сценаристи: Валентин Єжов, за участю Володимира Любомудрова і Леоніда Осики (за мотивами документального збірника Володимира Яковенка «Партизанки»)
- Оператор-постановник: Валерій Квас
- Художник-постановник: Петро Слабинський
- Композитор: Володимир Губа
- Режисери: Юрій Фокін, В. Волошин
- Оператори: О. Лен, О. Найда, В. Лисак
- Звукооператор: Олександр Кузьмін
- Режисер монтажу: Марфа Пономаренко
- Художник по гриму: Алевтина Лосєва
- Художники по костюмах: Н. Коваленко
- Декоратор: Валерій Софронов
- Комбіновані зйомки: оператор — Микола Шабаєв, художник — В. Кашин
- Державний симфонічний оркестр УРСР, диригент — Федір Глущенко
- Редактор: Віталій Юрченко
- Директор картини: Тетяна Кульчицька

## Україномовний дубляж
Фільм дубльовано українською у 1985 році на Кіностудії Довженка. Ролі дублювали: Владислав Пупков та інші.